# Ї (повіт, Аньхой)
29°55′32″ пн. ш. 117°56′13″ сх. д. / 29.9255° пн. ш. 117.93685° сх. д.
Ї (кит. 黟县, пін. Yī Xiàn) — один із повітів КНР у складі префектури Хуаншань, провінція Аньхой. Адміністративний центр — містечко Біян.

## Географія
Повіт Ї лежить у західній частині пасма Хуаншань на півдні провінції.

### Клімат
Повіт знаходиться у зоні, котра характеризується вологим субтропічним кліматом. Найтепліший місяць — липень із середньою температурою 27,2 °C. Найхолодніший місяць — січень, із середньою температурою 4,2 °С.
| Клімат повіту Ї                                    | Клімат повіту Ї | Клімат повіту Ї | Клімат повіту Ї | Клімат повіту Ї | Клімат повіту Ї | Клімат повіту Ї | Клімат повіту Ї | Клімат повіту Ї | Клімат повіту Ї | Клімат повіту Ї | Клімат повіту Ї | Клімат повіту Ї | Клімат повіту Ї |
| Показник                                           | Січ.            | Лют.            | Бер.            | Квіт.           | Трав.           | Черв.           | Лип.            | Серп.           | Вер.            | Жовт.           | Лист.           | Груд.           | Рік             |
| Середній максимум, °C                              | 9,4             | 12,1            | 16,4            | 22,4            | 26,8            | 29              | 32,4            | 32,4            | 29,1            | 24,2            | 18,2            | 12              | 22              |
| Середня температура, °C                            | 4,2             | 6,7             | 10,7            | 16,4            | 21,1            | 24,2            | 27,2            | 26,8            | 23,2            | 17,7            | 11,7            | 5,9             | 16,3            |
| Середній мінімум, °C                               | 0,7             | 2,9             | 6,5             | 11,8            | 16,8            | 20,9            | 23,5            | 23,1            | 19              | 13,1            | 7,2             | 1,8             | 12,3            |
| Норма опадів, мм                                   | 85.8            | 106.2           | 167.1           | 195.7           | 237.8           | 390.4           | 250.4           | 147.2           | 72.5            | 59.8            | 68.2            | 56.2            | 1837.3          |
| Вологість повітря, %                               | 79              | 78              | 78              | 78              | 79              | 84              | 83              | 82              | 80              | 77              | 79              | 77              | 80              |
| -------------------------------------------------- | --------------- | --------------- | --------------- | --------------- | --------------- | --------------- | --------------- | --------------- | --------------- | --------------- | --------------- | --------------- | --------------- |
| Джерело: Дані метеостанції №58523 (КНР, 1991-2020) |                 |                 |                 |                 |                 |                 |                 |                 |                 |                 |                 |                 |                 |